# Rhinosimus bisbimaculatus
Rhinosimus bisbimaculatus es una especie de coleóptero de la familia Salpingidae.

## Distribución geográfica
Habita en Madagascar.